# Aprostocetus obscurus
Aprostocetus obscurus är en stekelart som beskrevs av Girault 1913. Aprostocetus obscurus ingår i släktet Aprostocetus och familjen finglanssteklar. Inga underarter finns listade i Catalogue of Life.